# David Bett
Pour les articles homonymes, voir Bett.
Pour les articles homonymes, voir Kiprotich.
David Kiprotich Bett (né le 18 octobre 1992 à Narok) est un athlète kényan, spécialiste du fond.
Avec un record personnel de 13 min 20 s 63 à Rio de Janeiro, le 23 mai 2010, il devient champion du monde junior à Moncton. Il avait été vice-champion du monde cadet à Bressanone sur 3 000 mètres, en 7 min 52 s 13, le 12 juillet 2009.